# Chaetodontoplus poliourus
Chaetodontoplus poliourus là một loài cá biển thuộc chi Chaetodontoplus trong họ Cá bướm gai. Loài này được mô tả lần đầu tiên vào năm 2009.

## Từ nguyên
Từ định danh của loài được ghép bởi hai từ trong tiếng Hy Lạp cổ đại, là polio ("màu xám") và ourus ("đuôi"), hàm ý đề cập đến vấy đuôi màu xám của loài này.

## Phạm vi phân bố và môi trường sống
C. poliourus được ghi nhận tại Papua New Guinea, các nhóm đảo phía nam Indonesia (quần đảo Sunda Nhỏ, quần đảo Maluku và bán đảo Đầu Chim), quần đảo Solomon và Palau.
Loài này sống tập trung gần các rạn san hô gần bờ và trong các đầm phá ở độ sâu đến ít nhất là 25 m.

## Mô tả
C. poliourus có chiều dài cơ thể tối đa được biết đến là gần 11 cm. Trước đây, C. poliourus được xem là một biến thể màu sắc của Chaetodontoplus mesoleucus do cả hai chỉ khác nhau thông qua màu sắc của vây bụng, vây đuôi và phần trước của vây lưng. Cả hai loài đều có cùng phạm vi phân bố ở một số nhóm đảo của Indonesia, như tại quần đảo Sunda Nhỏ, quần đảo Maluku và bán đảo Đầu Chim.
So với C. mesoleucus, C. poliourus có vây bụng màu vàng tươi và vây đuôi màu xám với dải vàng ở gần rìa. Ngoài ra, C. poliourus có đến 3–4 gai vây lưng đầu tiên và màng vây xung quanh có màu vàng, trong C. poliourus chỉ có 1–2 gai vây lưng đầu tiên là màu vàng.
Tương tự như C. mesoleucus, C. poliourus có thân trước màu xám nhạt, chuyển dần sang màu nâu sẫm ở thân sau và màu vàng nhạt ở đầu. Thân sau có những vệt đốm trắng, hợp lại thành hàng ở thân trước. Mõm màu vàng tươi; môi màu xanh lam. Đầu có dải sọc đen băng qua mắt. Vây hậu môn và vây lưng tiệp màu với vùng thân gần đó. Vây ngực màu trắng xám.
Số gai vây lưng: 12; Số tia vây ở vây lưng: 16–18; Số gai vây hậu môn: 3; Số tia vây ở vây hậu môn: 16–17; Số tia vây ở vây ngực: 15–17.

### Trích dẫn
- "Chaetodontoplus poliourus, a new angelfish (Perciformes: Pomacanthidae) from the tropical western Pacific" (PDF). The Raffles Bulletin of Zoology. Quyển 57 số 2. 2009. tr. 511–520. {{Chú thích tạp chí}}: Đã bỏ qua tham số không rõ |authors= (trợ giúp)